# Instruction (canção)
"Instruction" é uma canção do produtor e DJ inglês Jax Jones com participação da cantora americana Demi Lovato e da rapper britânica Stefflon Don. Foi escrita por MNEK, Stefflon Don, Demi Lovato e Jax Jones, com produção musical feita por Jax Jones e Mark Ralph. Foi lançada em 16 de junho de 2017 pela Polydor Records. "Instruction" será incluída na edição de luxo do próximo álbum de estúdio de Lovato, Tell Me You Love Me.

## Desenvolvimento
Em 12 de junho de 2017, Jax Jones primeiro compartilhou um trecho da música no Twitter, juntamente com a data de lançamento do single. Stefflon Don também tweetou um trecho similar alguns minutos depois, enquanto tweetou o mesmo em 13 de junho de 2017, revelando os artistas desta canção. "Essa vai pegar fogo", ela citou em sua postagem. Demi Lovato compartilhou um longo teaser da música em 14 de junho de 2017, revelando mais sobre as letras da música.

## Composição
A Billboard Brasil escreveu sobre a faixa dizendo que a faixa começa com uma "bateria de escola de samba" e é seguido por "uma batida de reggaeton – o ritmo do momento".

## Vídeo musical
O video musical foi filmado em 20 de julho de 2017, em Los Angeles, Califórnia. Foi lançado em 2 de agosto de 2017.

## Créditos
Créditos adaptados do Tidal.
- Jax Jones – compositor, letrista, produtor, bateria, programador, arranjo, sintetizador
- Demi Lovato – compositor, letrista, vocalista
- Stefflon Don – compositor, letrista, vocalista
- MNEK – compositor, letrista
- Mark Ralph – produtor, mixagem
- Stuart Hawkes – engenharia de mixagem
- Drew Smith – masterização
- Tom AD Fuller – assistência de masterização

## Desempenho nas tabelas musicais

### Posições
| Tabela musical (2017)                             | Melhor posição |
| ------------------------------------------------- | -------------- |
| Austrália (ARIA)                                  | 72             |
| Áustria (Ö3 Austria Top 75)                       | 66             |
| Bélgica (Ultratop 50 de Flandres)                 | 44             |
| Bélgica (Ultratop Dance de Flandres)              | 4              |
| Bélgica (Ultratop 50 da Valônia)                  | 30             |
| Bélgica (Ultratop Dance da Valônia)               | 5              |
| República Checa (Singles Digitál Top 100)         | 56             |
| Finlândia (Latauslista Download)                  | 12             |
| França (SNEP)                                     | 182            |
| O campo songid é OBRIGATÓRIO PARA PARADA ALEMÃ    | 31             |
| Irlanda (IRMA)                                    | 29             |
| Letônia (Latvijas Top 40)                         | 24             |
| Países Baixos (Dutch Top 40)                      | 32             |
| Países Baixos (Single Top 100)                    | 68             |
| Nova Zelândia (NZ Top 10 Heatseekers)             | 6              |
| Polónia (Polish Airplay Top 100)                  | 30             |
| Escócia (Scottish Singles Chart)                  | 10             |
| Eslováquia (Rádio Top 100)                        | 75             |
| Eslováquia (Singles Digitál Top 100)              | 47             |
| Suécia (Sverigetopplistan)                        | 94             |
| Reino Unido (UK Singles Chart)                    | 13             |
| Reino Unido (UK Dance Chart)                      | 3              |
| Estados Unidos (Billboard Dance Club Songs)       | 34             |
| Estados Unidos (Billboard Dance/Electronic Songs) | 22             |